# Geschichte Louisianas

Lage des Bundesstaates Louisiana innerhalb der USA

Die Geschichte Louisianas umfasst die Entwicklungen auf dem Gebiet des US-amerikanischen Bundesstaates Louisiana von der Urgeschichte bis zur Gegenwart. Teil seines geschichtlichen Erbes sind die indianischen Kulturen und Hochkulturen, die zwischen 3400 v. Chr. und der europäischen Kolonisierung Amerikas auf dem Gebiet des späteren Louisiana existierten und etliche beeindruckende archäologische Zeugnisse hinterließen. Zur Vorgeschichte des Staates Louisianas im engeren Sinn gehört die Phase französischer Kolonialherrschaft zwischen 1700 und 1763, der Louisiana seinen Namen und etliche Reste französischer Kultur und Sprache verdankt, sowie eine kurze Phase spanischer Kolonialherrschaft zwischen 1763 und 1800, während der sich das französische Element durch Einwanderung aus dem ehemals französischen Kanada noch verstärkte. Ein dreijähriges französisch-koloniales Zwischenspiel folgte, ehe die USA 1803 die gesamte französische Kolonie Louisiana, von der das heutige Louisiana nur einen kleinen Teil bildete, im sogenannten Louisiana Purchase von Frankreich kauften. Im Jahr 1812 wurde Louisiana ein US-amerikanischer Bundesstaat.
Das düstere Kapitel der Sklaverei bestimmte unabhängig von wechselnden Kolonialherren oder dem Status als US-Bundesstaat die Geschichte des afroamerikanischen Bevölkerungsteiles Louisianas – und damit der Hälfte der Bevölkerung – von der französischen Kolonialzeit bis zum Amerikanischen Bürgerkrieg 1860–1865, den der Staat Louisiana auf der Seite der besiegten Konföderierten Staaten von Amerika erlebte. Den Kampf um die Bürgerrechte der Afroamerikaner, denen auch nach dem Bürgerkrieg hier z. B. das Wahlrecht vorenthalten wurde, führten die Bürgerrechtler in Louisiana siegreich besonders in den 1950er bis 1960er Jahren.
Die indianische Geschichte Louisianas endete ebenfalls nicht mit der Zerstörung der vor Ankunft der Europäer existierenden Zivilisationen, sondern setzte sich fort als Geschichte von Vertreibung, Anpassung und Widerstand einer Bevölkerungsgruppe, die heute gerade einmal noch 0,6 % der Gesamtbevölkerung des Staates ausmacht.

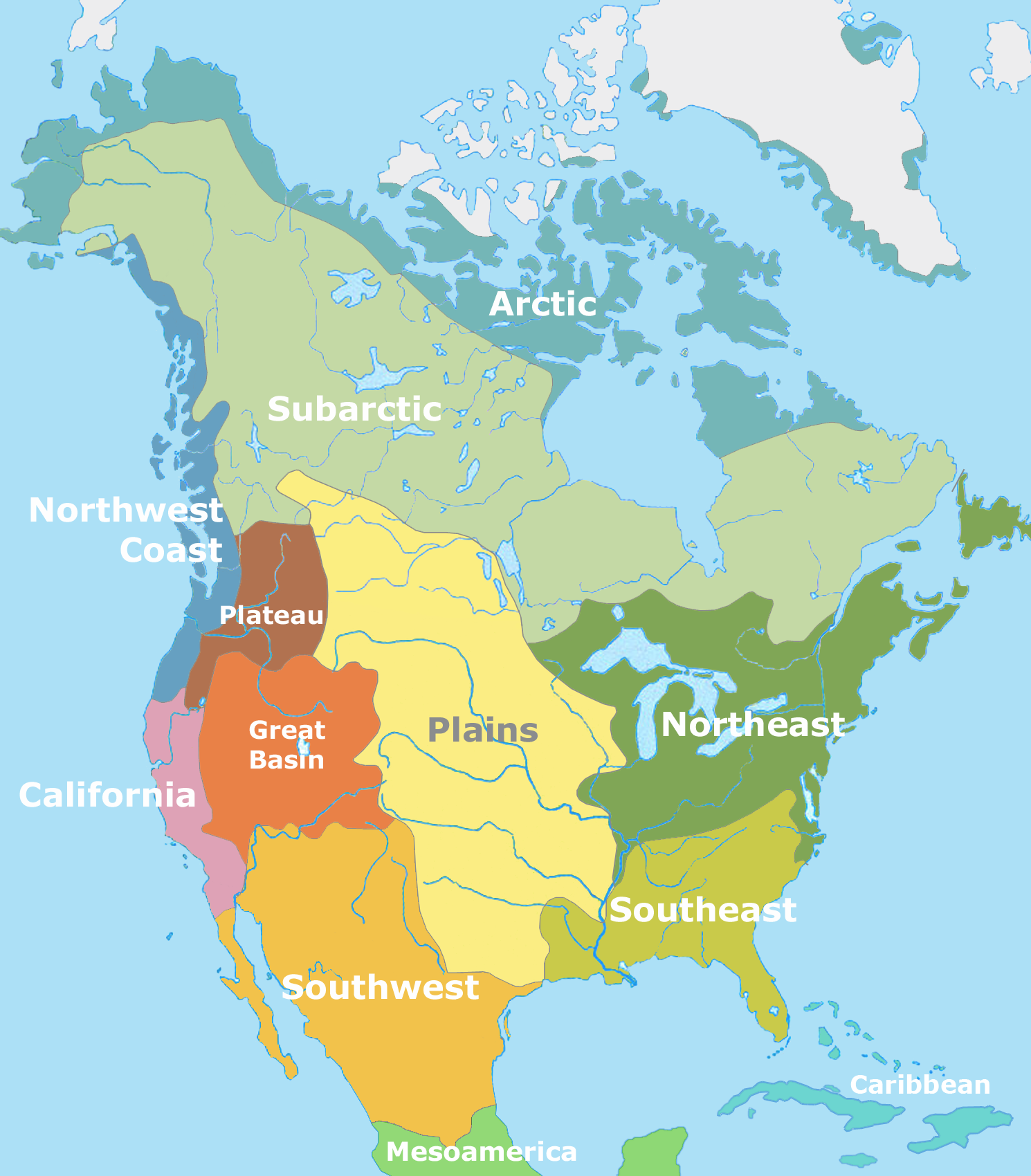
Karte der indianischen Kulturareale. Die westliche Ausbuchtung des „Südostens“ entspricht in etwa Louisiana

## Indianische Frühgeschichte
In den archäologisch belegten letzten 6000 Jahren entwickelten sich auf dem Gebiet des heutigen Louisiana etliche indianische Kulturen, deren Verbreitungsgebiet sich häufig über beide Seiten des Mississippitales und damit in den benachbarten Staat Mississippi hinein erstreckte. Grundsätzlich standen sie in Zusammenhang mit größeren Entwicklungen der indianischen Kulturen im gesamten Süden und Südosten der USA, der wiederum gewisse Verbindungen zu den Kulturen des nördlichen Mississippi- und des Ohiotales (z. B. zur Hopewell-Kultur) wie auch des präkolumbianischen Mittelamerikas aufwies.

### Archaische Periode
In Louisiana finden sich als eindrucksvollste Zeugnisse der Archaische Periode der nordamerikanischen Indianer etliche der frühesten sogenannten Mounds, große pyramiden-, halbkreis- oder auch schlangenförmige Erdaufschüttungen. Die ältesten Mounds und damit die ältesten bekannten Bauwerke Nordamerikas befinden sich in Louisiana. Zu den mittelarchaischen Moundanlagen gehören Watson Brake und Frenchman’s Bend beim heutigen Monroe (Louisiana). Sie werden auf ein Alter von rund 5500–5000 Jahren datiert. Am bekanntesten ist der Komplex von Poverty Point am Ende der archaischen Periode. Die Kultur, der er den Namen gab, erstreckte sich über Teile Louisianas und der angrenzenden Staaten. Ihren Höhepunkt hatte sie wohl um 1500 v. Chr. und ist damit eine der ältesten oder gar die älteste komplexe Zivilisation der USA.

### Waldland-Periode
Die Woodland-Periode, die auf die Archaische Periode folgte, dauerte in weiten Teilen Louisianas etwa von 1000 v. bis 1000 nach Chr. und unterschied sich von der vorhergehenden durch die größere Verbreitung von Keramik und die zunehmende Sesshaftigkeit und Nutzung von Ackerbau. Obwohl der Schwerpunkt der Periode noch auf der nomadischen Lebensweise von Jägern und Sammlern lag, entstanden auch semidauerhafte Siedlungen.
In ihrer mittleren Phase entwickelte sich nördlich von Louisiana die Hopewell-Kultur, die großen Einfluss auch auf die Kulturen Louisianas ausübte.

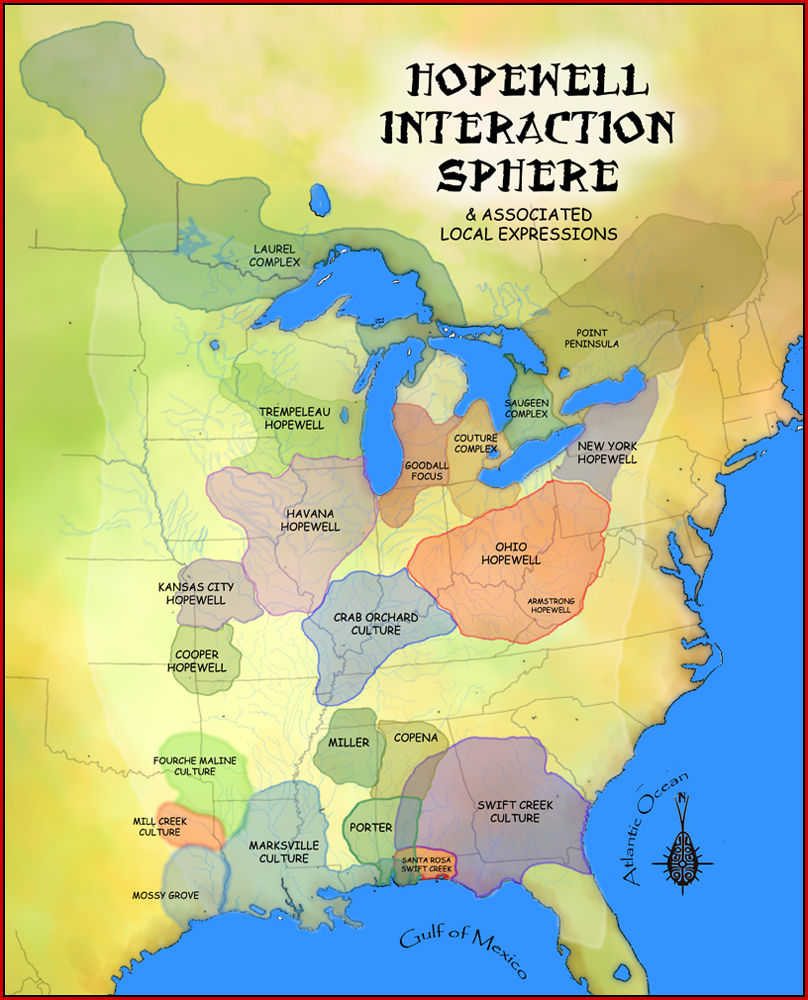
Die Hopewell-Kulturen und von ihnen Beeinflusste
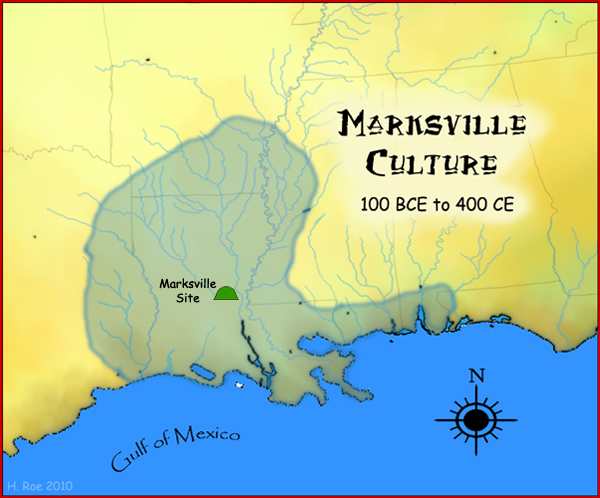
Marksville-Kultur 100 bis 400 v. Chr.
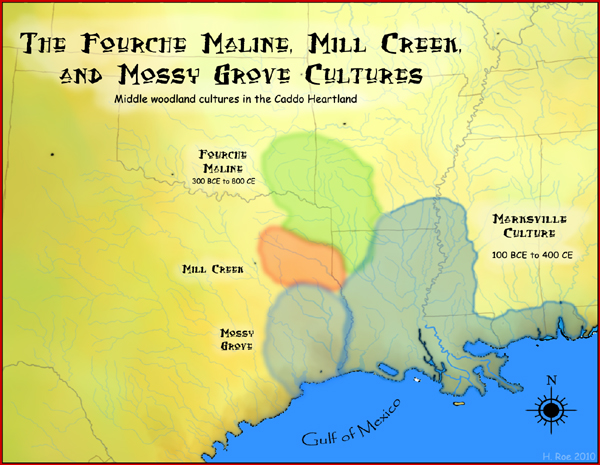
Fourche Maline 300 bis 800 n. Chr. und Mill-Creek-Kultur 100 bis 400 n. Chr.
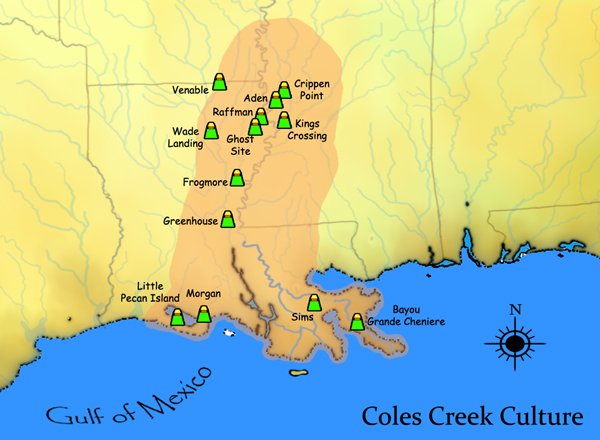
Coles-Creek-Kultur 700 bis 1200 n. Chr.

### Mississippi-Periode
Die am nördlichen Mississippi entstandene Mississippi-Kultur beeinflusste verschiedene Kulturen Louisianas, insbesondere die Plaquemine-Kultur zwischen etwa 1200 und 1400 n. Chr. und die Caddo-Kultur. Der Maisanbau verbreitete sich. Als einzige Indianerkultur nördlich von Mexiko baute die Mississippi-Kultur befestigte Städte, die Gesellschaftsstruktur war stark hierarchisch und Parallelen zu der Gesellschaft der Azteken Mesoamerikas sind augenfällig.

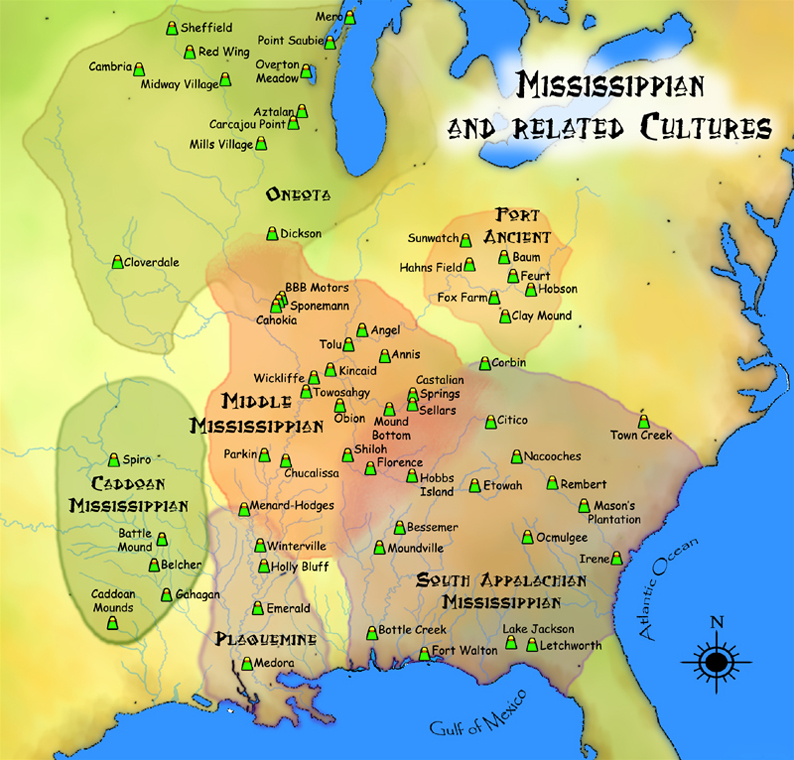
Karte der Mississippi-Kulturen
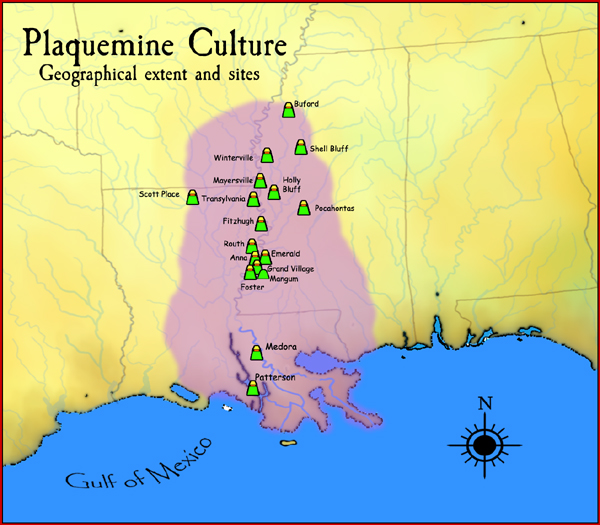
Verbreitungsgebiet der Plaquemine-Kultur
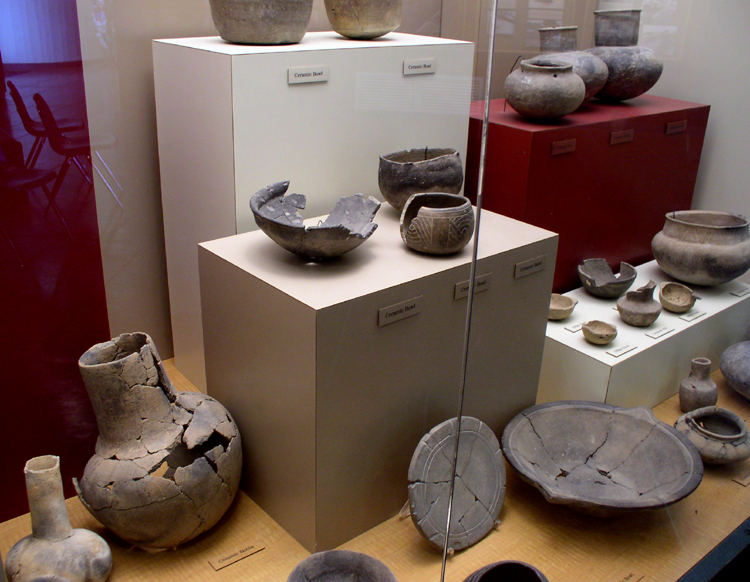
Beispiele für Keramik der Plaquemine-Kultur
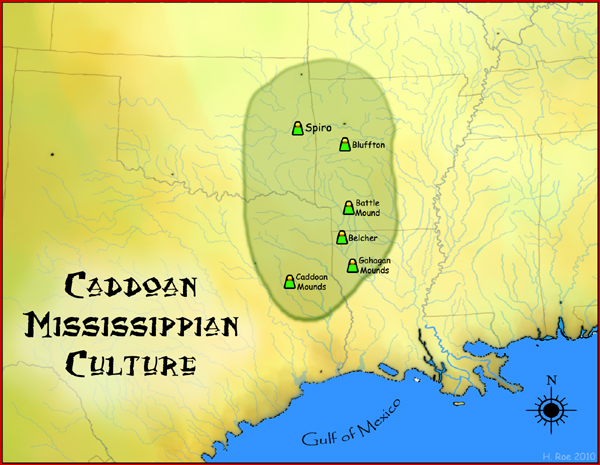
Verbreitungsgebiet der Caddo-Kultur

### Erste europäisch-indianische Kontakte
1528 erreichte mit Pánfilo de Narváez der erste Europäer die Mündung des Mississippi. 1542 zog Hernando de Sotos Expedition durch den Norden und Westen Louisianas, traf dort auf die Caddo und Tunica und folgte dem Mississippi bis zum Golf von Mexiko.
Bei ihrer Ankunft lebten in Louisiana etliche indianische Völker, wie etwa die Atakapa, Appalousa, Acolapissa, Tangipahoa, Chitimacha, Washa, Chawasha, Yagenechito, die zu den Choctaw gehörenden Bayougoula, Quinipissa, Mougoulacha, ebenfalls zu den Choctaw gehörende Houma, Okelousa, zu den Natchez gehörende Avoyel und Taensa, Tunica, Koroa, Caddo, Adai, Natchitoches, Yatasi, Nakasa, Doustioni und Quachita, von denen einige Spuren in Form von Ortsbezeichnungen hinterlassen haben, z. B. die Tunica, Tangipahoa oder die Natchitoches.
Die spanischen Konquistadoren fanden hier nicht den erhofften leichten Reichtum, wie ihn andere vor und nach ihnen in Mexiko oder Peru gefunden hatten. An dauerhafter Kolonisation oder der Gründung von Stützpunkten in Louisiana hatten sie daher kein Interesse.

## Kolonialphasen

### Französische Kolonisation ab 1682

Gebiete in Nordamerika, die einmal unter französischer Kontrolle waren

1682 erreichte Robert Cavelier de La Salle von Norden über den Mississippi kommend Louisiana und die Mündung des größten Flusses Nordamerikas. Er war in der französischen Kolonie Neu-Frankreich gestartet, die bis zu diesem Zeitpunkt etwa den heute französischsprachigen Teil Kanadas umfasste. Er nahm das riesige Gebiet zwischen den Großen Seen und dem Golf von Mexiko für Frankreich in Besitz und nannte es zu Ehren des französischen Königs Ludwig (fr.: Louis) XIV. Louisiana. Damit wurde er indirekt zum Namensgeber des späteren Bundesstaates Louisiana, der nur einen Bruchteil der Fläche der nun entstehenden französischen Kolonie Louisiana umfasst.
1699 gründete Pierre Le Moyne d’Iberville das Fort Maurepas nahe dem heutigen Biloxi als ersten französischen Stützpunkt am südlichen Mississippi auf dem Gebiet des heutigen Bundesstaates Mississippi. Der 1714 gegründete Ort Natchitoches wurde die erste dauerhafte europäische Siedlung Louisianas.
1718 wurde unter dem Namen La Nouvelle-Orléans („Das neue Orleans“, zu Ehren von Philipp II., Herzog von Orléans) das heutige New Orleans von Jean-Baptiste Le Moyne de Bienville gegründet. Nach Mobile (Alabama) und Biloxi (Mississippi) wurde 1722 New Orleans zur Hauptstadt Louisianas.

### Frühe Sklaverei
Der schottischstämmige französische Finanzminister und Chef der Mississippi-Kompanie John Law fasste 1717 den weitreichenden Beschluss, zur Förderung der Plantagenwirtschaft dort schwarze Sklaven nach Louisiana zu importieren. Sie wurden für die Arbeit auf den nun entstehenden Tabakplantagen eingesetzt. 1719 erreichten die ersten Schiffe mit Sklaven New Orleans. Von 1719 bis 1753 wurden 6000 Sklaven aus Afrika in die Kolonie gebracht, deren rechtliche Stellung wie in den übrigen französischen Besitzungen durch den Code Noir geregelt war.

### Indianischer Widerstand
Sehr bald trafen die französischen Kolonisatoren auf den Widerstand der einheimischen Indianer. Insbesondere gegen die Natchez-Indianer führten sie ab 1710 bis zum Ende ihrer Herrschaft 1763 vier Kriege. Der blutigste dieser Kriege war der Natchez-Aufstand von 1729. Dabei zerstörten die Natchez und ihre Verbündeten das französische Fort Rosalie, töteten mehr als 200 Kolonisten – darunter die gesamte erwachsene männliche Bevölkerung – und nahmen mehr als 300 Frauen, Kinder und Sklaven gefangen. Die Natchez waren bei diesen Auseinandersetzungen häufig gespalten in einen franzosenfreundlichen und -feindlichen Teil. Hintergrund dieser kriegerischen Auseinandersetzungen waren zumeist Vertreibungen von Indianern durch Franzosen, die ein Gebiet für den Tabakanbau nutzen wollten. Die Konflikte dehnten sich auf andere indianische Völker wie die Chickasaw aus, fanden allerdings überwiegend außerhalb des heutigen Louisiana im benachbarten Mississippi statt. Häufig wurden die Indianer dabei von den schwarzen Sklaven der Franzosen unterstützt.
Eine Abfolge weiterer Kriege zwischen Franzosen und Indianern außerhalb des modernen Louisianas wurde entscheidend für die Zukunft des Landes. Der sogenannte Franzosen- und Indianerkrieg 1756–1763 fand zwischen Briten und Franzosen und den jeweils mit ihnen verbündeten Indianern überwiegend im Gebiet der Großen Seen statt und endete mit der Niederlage der Franzosen und dem Verkauf ihrer Kolonie Louisiana an die Spanier 1763.

### Spanisches Zwischenspiel und französische Einwanderung
1762 gaben die Franzosen ihre gesamten kolonialen Ambitionen in Nordamerika auf und sagten ihre Kolonie Louisiana im geheimen Vertrag von Fontainebleau Spanien zu. Im Pariser Frieden von 1763 wurde dieser Machtwechsel bestätigt. In den nun folgenden knapp vier Jahrzehnten spanischer Herrschaft über Louisiana verstärkte sich das französische Element dieses Gebietes allerdings noch durch zwei Einwanderungswellen. In den 1760er Jahren kamen die sogenannten Akadier nach Louisiana. Die Akadier waren Franzosen, die ursprünglich im kanadischen Akadien siedelten, das bereits 1713 britisch geworden war. Ab 1750 kam es hier zu von Frankreich geförderten Aufständen, die 1755 mit der weitgehenden Vertreibung der Franzosen aus Akadien endeten. Nach häufig jahrelanger Irrfahrt kam ein großer Teil dieser Flüchtlinge ins nun spanische Louisiana. Sie bildeten den Kern der heutigen französischsprachigen Bevölkerungsgruppe Louisianas, der Cajuns. Joseph Broussard war Anführer der ersten Gruppe von Akadiern, die in Louisiana eintrafen: Nach einer Inhaftierung durch die Briten in Akadien erhielt er die Erlaubnis, mit einer Gruppe von 200 Menschen auf die britische Karibikinsel Dominica umzusiedeln, von wo aus sie 1765 schließlich nach Louisiana auswanderten.
Der Ausbruch der Französischen Revolution brachte ab den 1780er Jahren mit royalistisch gesinnten Flüchtlingen eine weitere Gruppe von Franzosen nach Louisiana.
Auch Deutsche siedelten im spanischen Louisiana. Ab 1768 trafen sie im damals Côte des Allemands, heute German Coast genannten Gebiet ein, übernahmen bald die französische Sprache und verstärkten so ebenfalls das französische Element des Landes.
Die spanische Einwanderung bestand überwiegend in den Isleños genannten Siedlern von den Kanarischen Inseln, die zwischen 1778 und 1783 nach Louisiana kamen.
Die freie wie die unfreie nichtindianische Bevölkerung wuchs in der spanischen Zeit erheblich an. 1763 lebten zwischen New Orleans und Pointe Coupee (nördlich von Baton Rouge) 3654 Freie und 4598 Sklaven. Laut Census von 1800 gab es – nun einschließlich Westflorida – 19.852 Freie und 24.264 Sklaven im unteren Louisiana, das in etwa die heutigen Bundesstaaten Louisiana, Mississippi und Arkansas umfasste. Auch wenn diese Angaben nicht so exakt sind, wie sie klingen, zeigen sie doch, dass es in dieser Zeit bereits schwarze Sklaven die Mehrheit hier bildeten und die einheimische Kultur stark prägten.

### Noch einmal französisch und Louisiana Purchase

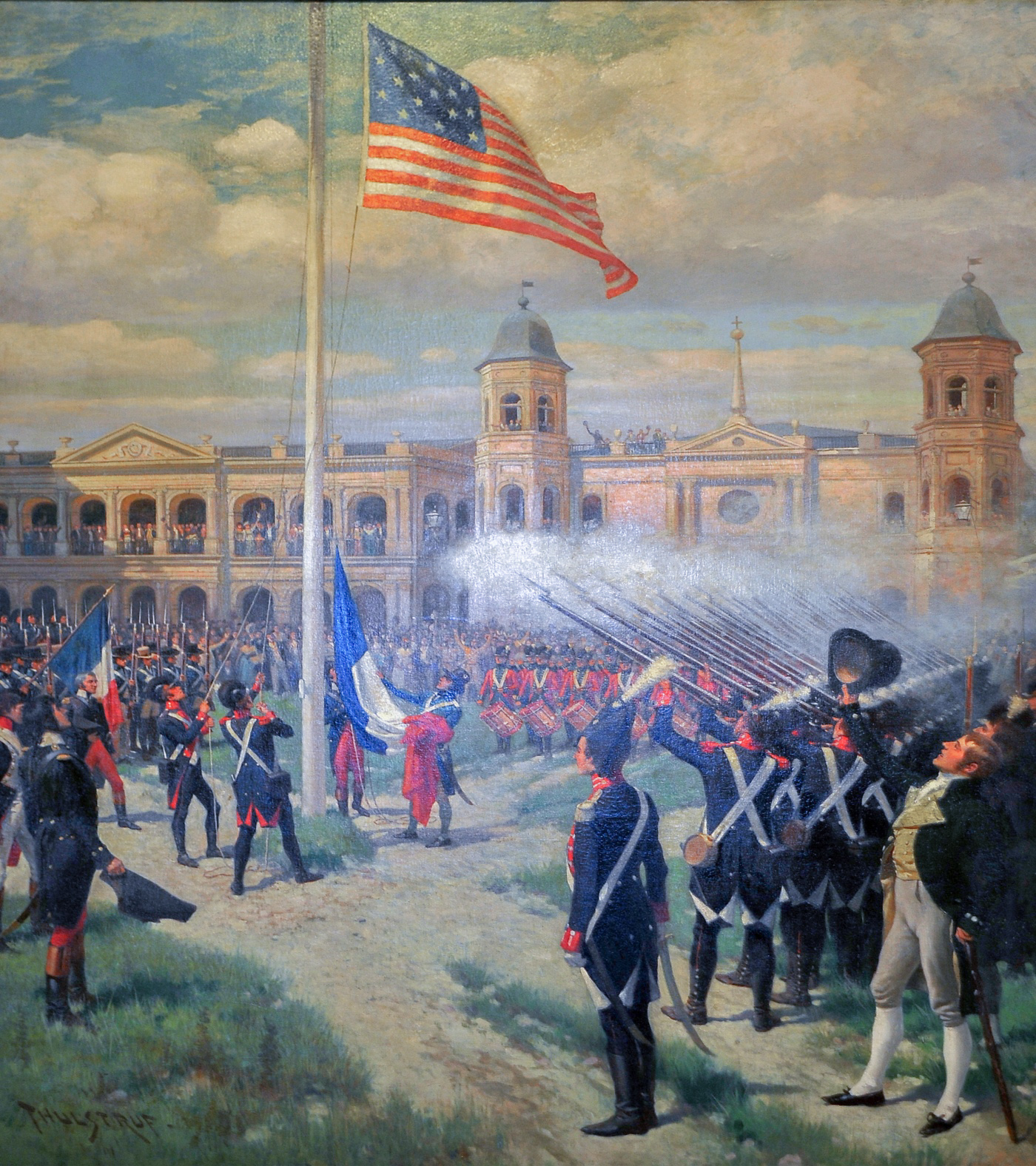
Übergabezeremonie Louisianas von Frankreich an die USA auf der Plaza d'Armas (heute: Jackson Square) in New Orleans

Im 1. Oktober 1800 unterschrieben Spanien und das Frankreich Napoleon Bonapartes den in aller Stille vorbereiteten Dritten Vertrag von San Ildefonso. Das von Frankreich abhängige Spanien überließ darin Louisiana wieder Frankreich. Napoleon verband damit Ambitionen, ein großes französisches Kolonialreich in Nordamerika wieder erstehen zu lassen. Er scheiterte allerdings bereits an dem Versuch, die rebellische, ehemals französische Karibikinsel Haiti zurückzuerobern, auf der die ehemaligen Sklaven wenige Jahre zuvor durch die Haitianische Revolution ihre Freiheit und Unabhängigkeit erlangt hatten. Diese Niederlage brachte Napoleon dazu, seine amerikanischen Pläne zu beerdigen und Louisiana an die jungen Vereinigten Staaten von Amerika zu verkaufen.

## US-amerikanisches Louisiana

### Der Louisiana Purchase und die Festlegung der Grenzen Louisianas

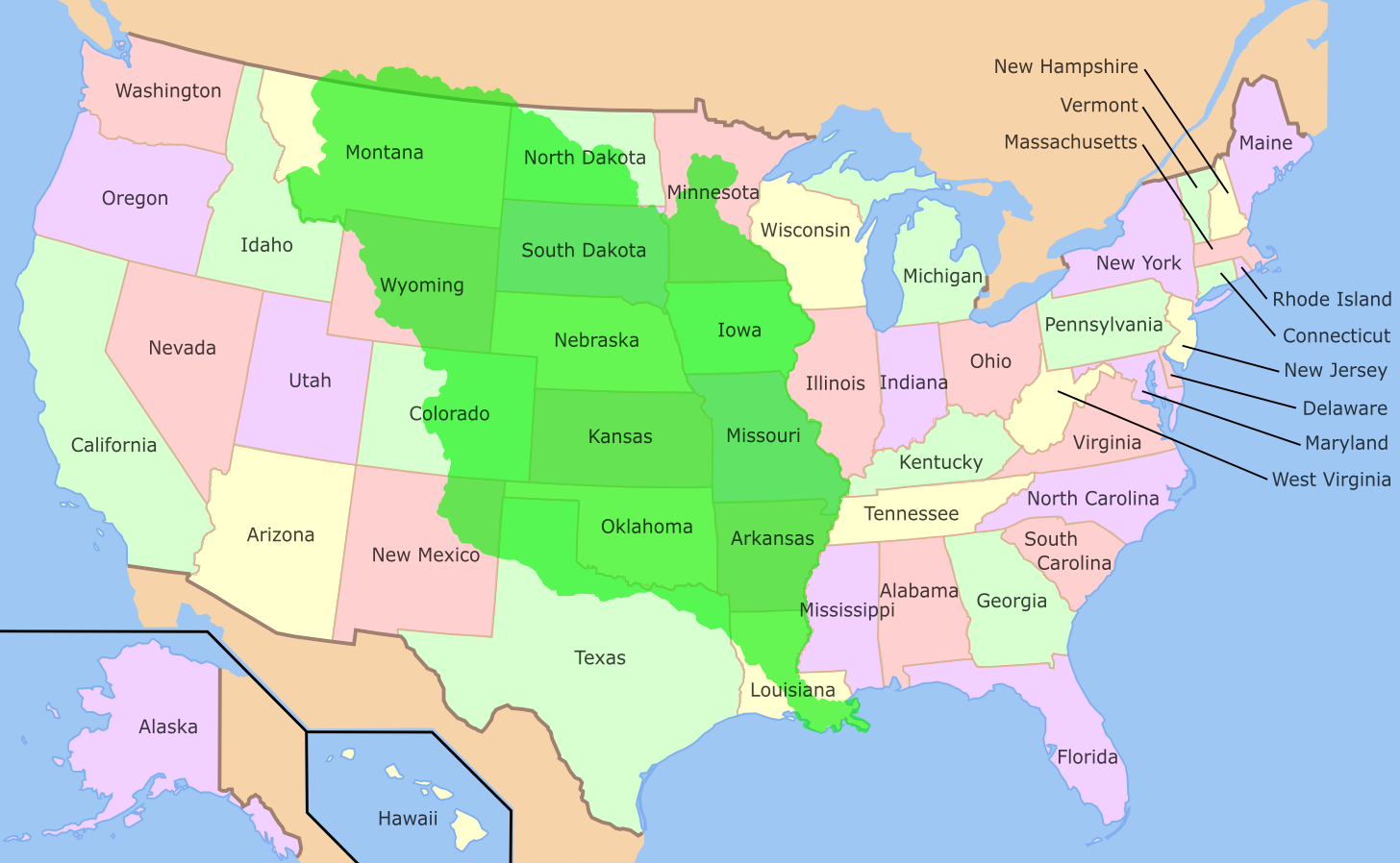
Die im Louisiana Purchase verkaufte Kolonie Louisiana (grün) vor dem Hintergrund der heutigen US-Staaten

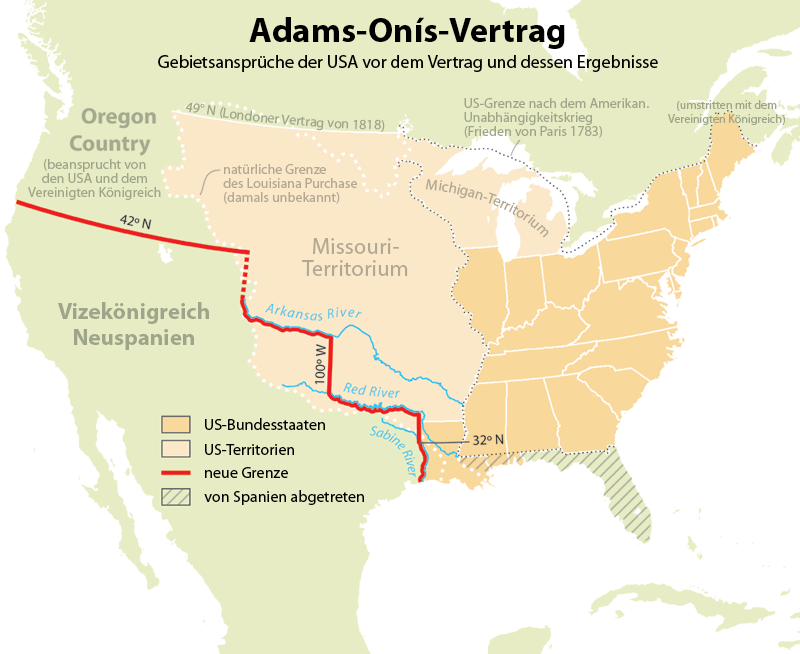
Der Adams-Onis-Vertrag regelte u. a. die Grenzziehung zwischen dem amerikanischen Louisiana und dem spanischen Texas

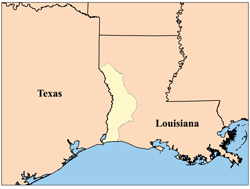
Sabine Free State

Der Louisiana Purchase (engl.: Kauf Louisianas), der Kauf der französischen Kolonie Louisiana, war der größte Grundstückskauf der Geschichte. Das gekaufte Land umfasste mehr als ein Viertel der heutigen USA, also ein Vielfaches des Bundesstaates Louisiana und verdoppelte das damalige Territorium der Vereinigten Staaten.
Ursprünglich plante Präsident Thomas Jefferson nur den Kauf der Stadt New Orleans von Frankreich. Die Amerikaner hatten hier seit 1795 das „Recht auf Niederlassung“ und die Erlaubnis der Spanier, den Hafen der Stadt zu nutzen. Der Verkauf an die Franzosen ließ ihn befürchten, dass diese Rechte gefährdet seien. Erst in Paris erhielten die amerikanischen Unterhändler, die den Kauf New Orleans aushandeln sollten, das Angebot, die gesamte Kolonie Louisiana zu kaufen, und nahmen dieses Angebot an.
Nun rächte sich allerdings, dass bereits die Überlassung Louisianas durch die Spanier an die Franzosen nicht auf einer exakten Definition der Grenzen Louisianas basierte. Es kam zu Meinungsverschiedenheiten zwischen den USA und Spanien über die Grenzen des gekauften Gebiets. Nach Ansicht der Spanier bestand Louisiana in etwa aus dem Norden des heutigen Louisiana und einem schmalen Streifen in der Mitte des Bundesstaates sowie aus der westlichen Hälfte der heutigen Staaten Arkansas und Missouri. Nach spanischer Darstellung wäre also knapp die Hälfte des heutigen Bundesstaates Louisiana nicht im Kauf enthalten und sowohl sein Südosten wie Südwesten spanisch. Die Vereinigten Staaten dagegen betrachteten das gesamte heutige Louisiana als von ihnen erworben. Uneins war man auch über Westflorida, ein Streifen Land zwischen den Flüssen Mississippi und Perdido.
Nach einer Revolte in Westflorida annektierten die USA 1810 das Gebiet und teilten es zwischen den heutigen US-Staaten Louisiana, Mississippi, Alabama und Florida auf, womit die Ostgrenze Louisianas festgelegt war.
Die Westgrenze Louisianas war bereits zwischen den Franzosen und den Spaniern umstritten, durch den Kauf Louisianas erbten die USA den Konflikt. 1805 unterbrach Spanien nach ergebnislosen Verhandlungen die diplomatischen Beziehungen mit den Vereinigten Staaten und zwischen Oktober 1805 und Oktober 1806 kam es zu kleinen Scharmützeln in dem umstrittenen Gebiet um den Sabine River herum. Ferner gab es Gerüchte, dass beide Seiten Truppen nahe dem umstrittenen Gebiet zusammenzogen. Zur Entschärfung der Spannungen einigte man sich darauf, die umstrittene Region als neutrales Gebiet anzusehen, wodurch im Westen Louisianas der Sabine Free State entstand, auch Neutral Ground, Neutral Strip, Neutral Territory oder No Man's Land of Louisiana genannt. Die Vereinbarung zwischen beiden Staaten sah vor, dass das neutrale Gebiet für Soldaten ebenso verboten sei wie für Siedler. Siedler beider Seiten hielten sich jedoch nicht an dieses Verbot und der gesetzlose Bereich zog Deserteure, politische Flüchtlinge, Glücksritter sowie eine Vielzahl von Verbrechern an. 1810 und 1812 schickten die beiden Regierungen gemeinschaftlich militärische Expeditionen in das Gebiet, um die Gesetzlosen zu verjagen.
Erst der von den USA 1821 ratifizierte Adams-Onís-Vertrag regelte die strittigen Fragen im Westen durch eine Mischung aus Gebietsaustausch und Kauf durch die USA. Die noch heute gültigen Grenzen Louisianas wurden damit auch im Westen als Grenze zwischen den USA und dem damals spanischen Texas definiert.

### Territorium New Orleans

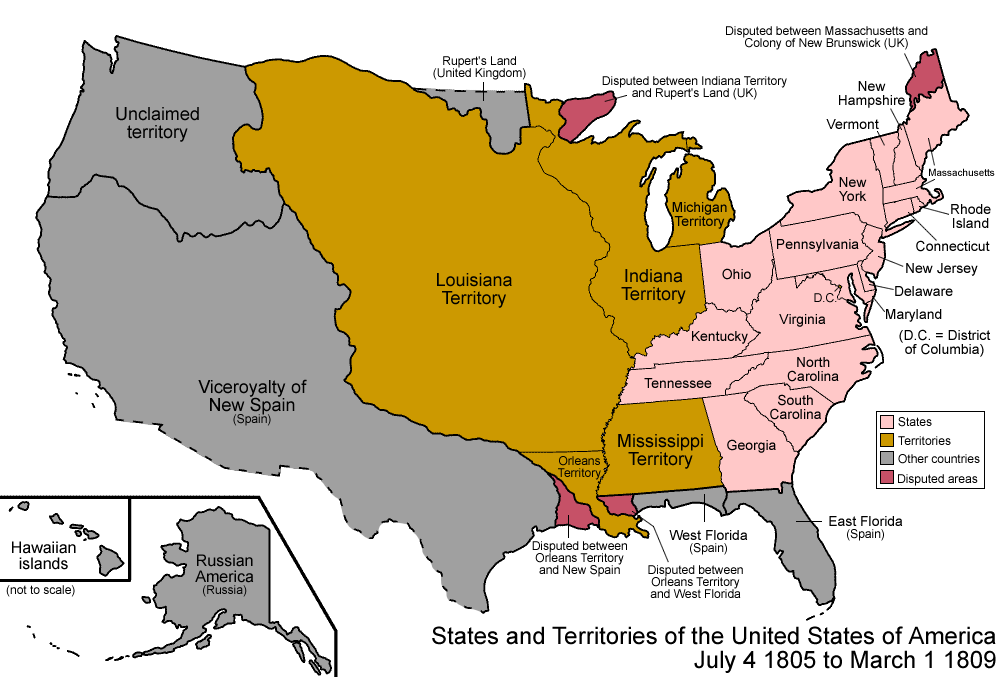
Das Territorium New Orleans, Keimzelle des Bundesstaates Louisiana sowie rot die bis 1819 umstrittenen Gebiete

Die durch den Louisiana Purchase erworbenen Gebiete erhielten nicht den Status von Bundesstaaten, sondern von „Territorien“ (organized incorporated territories) der USA. Sie waren als Staatsgebiet der USA („incorporated“) anerkannt und mit einer per Gesetz des US-Kongresses („organic act“) als gesetzliche Vertretung anerkannten Regierung galten sie als „organisiert“ („organized“). Das Orleans-Territorium, Vorläufer des späteren Bundesstaates Louisiana, wurde am 1. Oktober 1804 durch den Organic Act vom 26. März 1804 geschaffen und am 10. April 1805 durch das territoriale Parlament in 12 Countys unterteilt.
Gouverneur des Territoriums wurde William Charles Cole Claiborne und blieb es zwischen 1804 und 1812, also die gesamte Zeit des Bestehens des Territoriums New Orleans.
1811 kam es im Territorium New Orleans unweit der Hauptstadt New Orleans zum größten Sklavenaufstand in der Geschichte der USA; dem German Coast Uprising. Bis zu 500 Sklaven erhoben sich an der German Coast 40 Meilen von New Orleans entfernt und marschierten bis auf 32 km an die Stadt heran. Es brauchte die gesamte militärische Macht des Territoriums um den Aufstand zu unterdrücken.

### Aufnahme in die Union und Entwicklung bis zum Bürgerkrieg

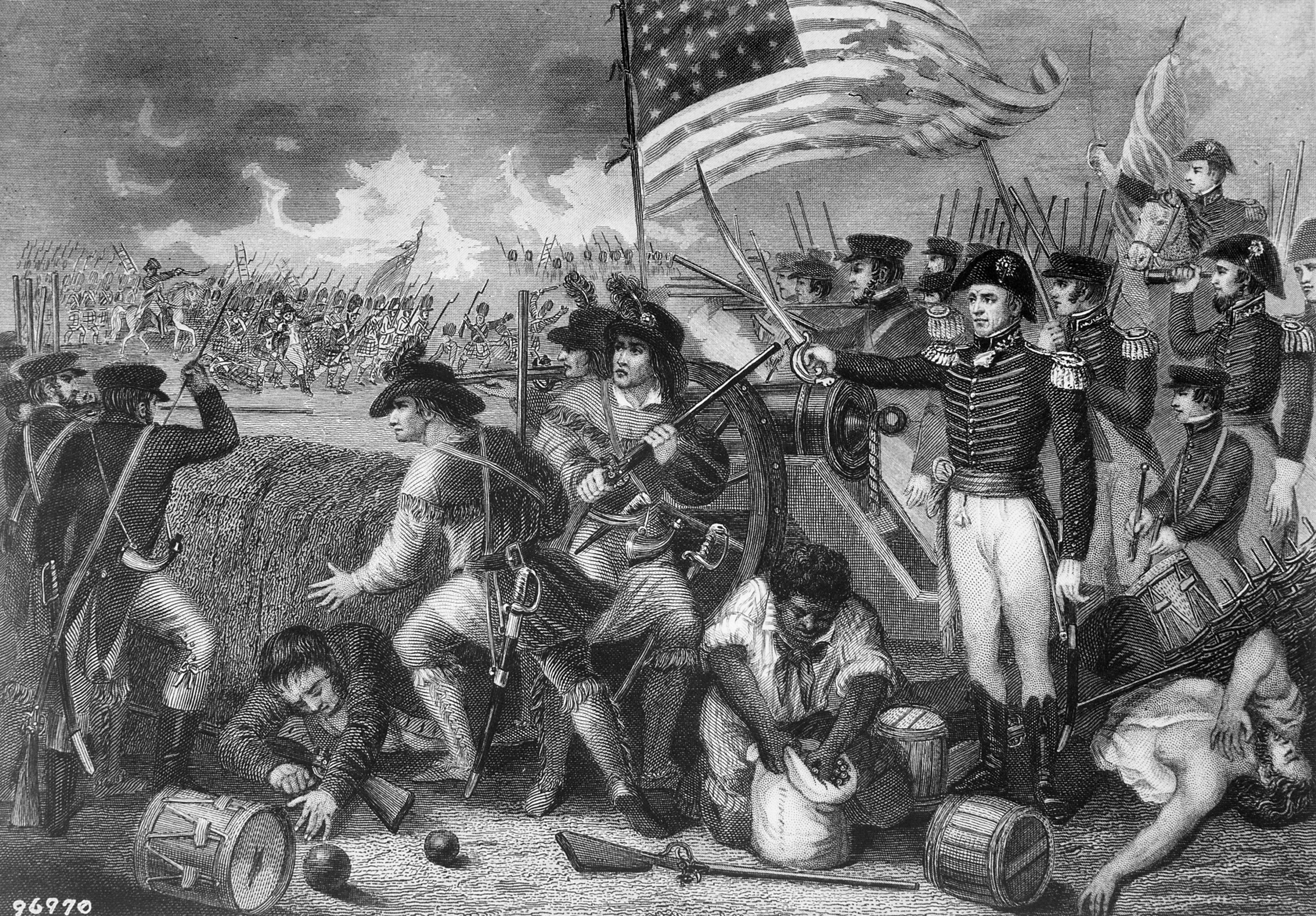
Historisches Gemälde „Schlacht von New Orleans“

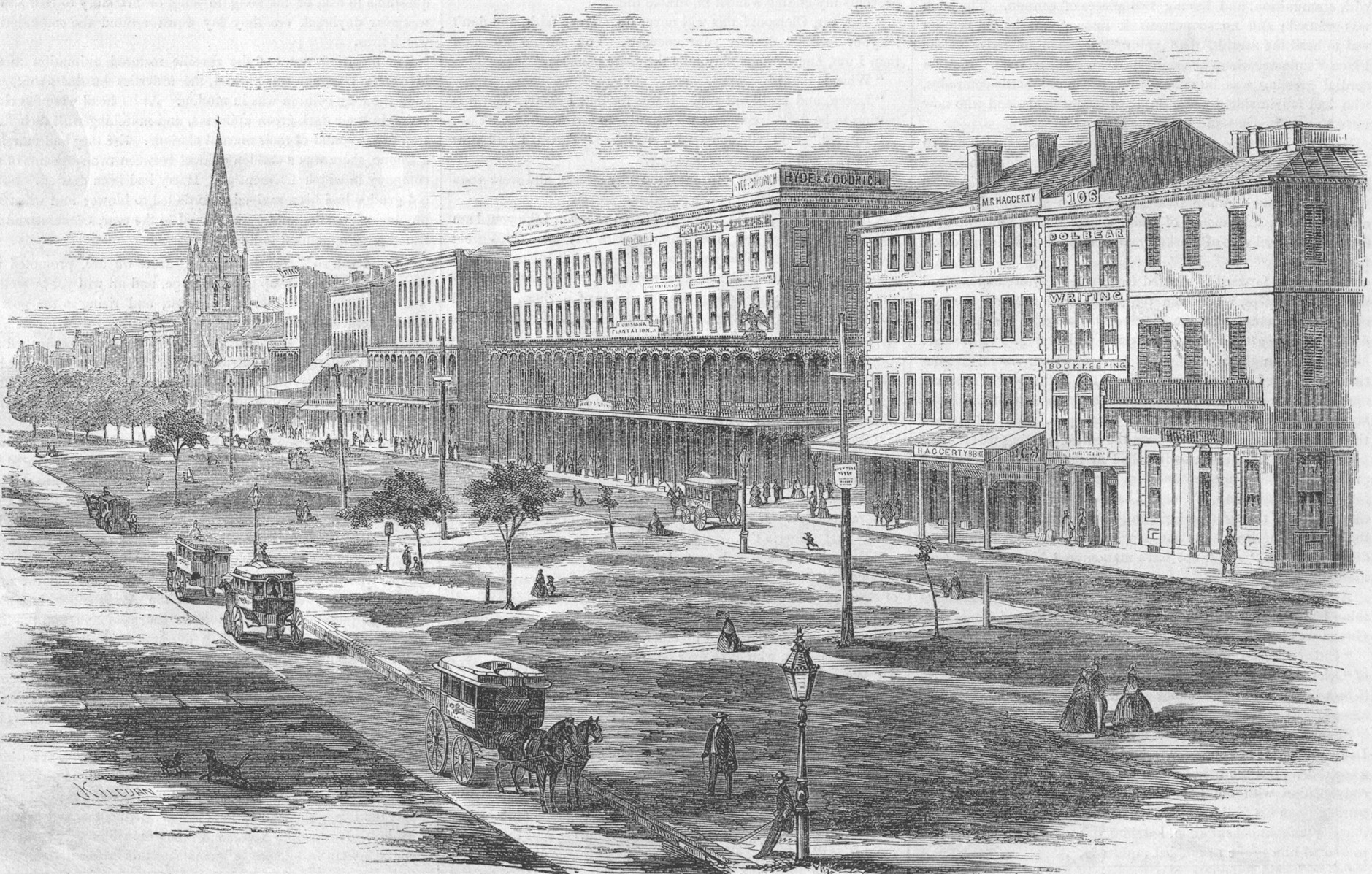
Canal Street, New Orleans 1857

Am 30. April 1812 wurde das Orleans-Territorium unter dem Namen Louisiana als 18. Bundesstaat in die USA aufgenommen. Um eine Verwechslung zu vermeiden, wurde im Juni des gleichen Jahres das sich nördlich anschließende Louisiana-Territorium in Missouri-Territorium umbenannt.
Im Britisch-Amerikanischen Krieg 1812–1814 wurde Louisiana Kriegsschauplatz. Noch nach dem offiziellen Ende des Krieges fand im Januar 1815 die Schlacht von New Orleans statt, in der die Amerikaner die britischen Invasionstruppen schlugen. Erst kurz darauf erfuhren beide Seiten von dem Friedensschluss.
Louisianas Hauptstadt New Orleans nahm einen erheblichen wirtschaftlichen Aufschwung und wurde zum wichtigsten Hafen der USA für den Export von Baumwolle und Zucker. 1840 verfügte New Orleans über den größten Sklavenmarkt der USA, war – bezogen auf die weiße Bevölkerung – eine der wohlhabendsten Städte des Landes und die drittgrößte Stadt der USA.
Infolge der Indianer-Umsiedlung erlebte Louisiana in den 1830er Jahren einen Wirtschaftsboom. Dieser wurde zusätzlich noch durch den schuldenfinanzierten Ausbau der Verkehrswege befördert. 1840 war die Staatsverschuldung Louisiana daher deutlich angestiegen. Louisiana erklärte in der Folge der Wirtschaftskrise von 1837 1840 den Staatsbankrott und bediente seine Staatsanleihen nur noch teilweise weiter.
1849 wurde Baton Rouge für einige Jahre die Hauptstadt Louisianas.
Mit 18 647 Personen hatte Louisiana unmittelbar vor dem Bürgerkrieg aber auch die größte Zahl freier Schwarzer unter allen US-Bundesstaaten. Die meisten von ihnen lebten in der südlichen Landeshälfte, insbesondere in New Orleans, viele von ihnen gehörten der Mittelklasse an und waren gebildete Leute.
Der Volkszählung von 1860 zufolge waren 331.726 Menschen versklavt. Damit waren fast 47 % der Staatsbevölkerung 708.002 Sklaven.
Der Bau und Ausbau des Deichsystems war eine entscheidende Voraussetzung für den wirtschaftlichen Fortschritt Louisianas, insbesondere für die Ausweitung der Flächen für die Exportprodukte Zucker und Baumwolle. 1860 waren in Louisiana 1190 km Deiche entlang des Mississippi und weitere 720 km an seinen Zuflüssen überwiegend per Hand ausgebaut.

### Louisiana im Bürgerkrieg

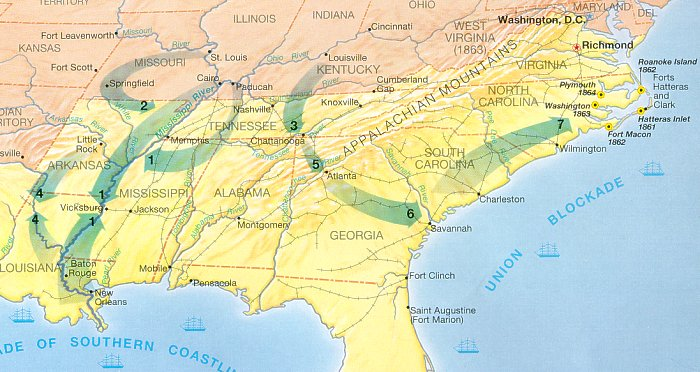
Mit „1“ gekennzeichnete Pfeile: Teilungsstrategie des Nordens entlang des Mississippi

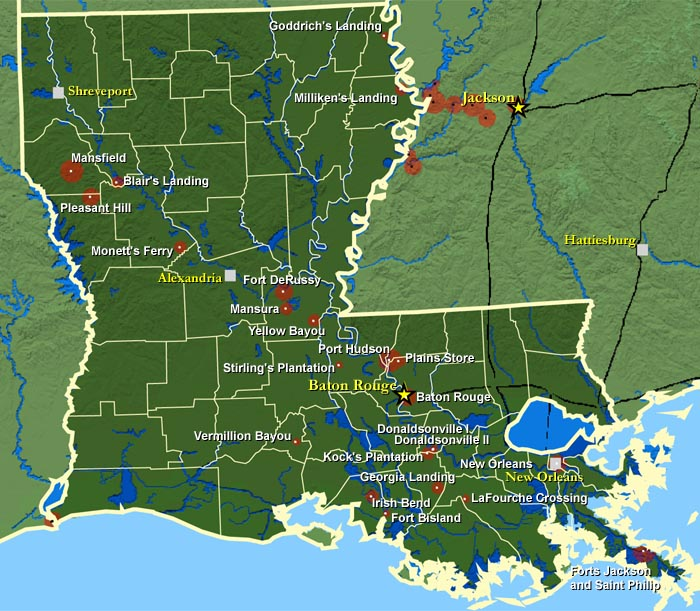
Schlachten des Bürgerkrieges auf dem Gebiet Louisianas

Bei Ausbruch des Amerikanischen Bürgerkriegs 1861 war die Interessenlage der Mächtigen im Staat eindeutig. Louisianas Wirtschaft basierte auf der Sklavenarbeit. Nach der Wahl Abraham Lincolns zum Präsidenten erklärte es am 26. Januar 1861 seinen Austritt aus der Union und schloss sich umgehend den Konföderierten Staaten von Amerika an. Damit war Louisiana einer der sechs Gründungsstaaten der Konföderation. Die Strategie der Unionsstaaten, die Südstaaten durch die Besetzung des Mississippitales in zwei Hälften zu teilen, führte zu einer frühen Eroberung des Staates Louisiana. Bereits im 2. Kriegsjahr, am 25. April 1862, wurde New Orleans von den Truppen des Nordens eingenommen, die Hauptstadt des konföderierten Louisiana wurde daraufhin nach Shreveport verlegt. 1865 kapitulierten die Konföderierten Staaten.

### Reconstruction und Verweigerung der Bürgerrechte für Schwarze
Wie die übrigen Staaten der besiegten Konföderation wurde Louisiana unter Militärverwaltung gestellt und gemeinsam mit Texas zum Militärbezirk 5 unter der Befehlsgewalt von Generalmajor Philip H. Sheridan erklärt. Anschließend begann die Phase Reconstruction, der Umgestaltung des besiegten Südens nach den Vorstellungen des Nordens, insbesondere die Durchsetzung der Sklavenbefreiung und der Bürgerrechte der schwarzen Bevölkerung, die Entfernung der Unterstützer der Konföderation aus politischen Ämtern und die Erarbeitung einer neuen Verfassung des Staates. Widerstand gegen die Umgestaltung wurde militärisch niedergeschlagen.
Drei Jahre später, am 9. Juli 1868, wurde Louisiana wieder in die Union aufgenommen.
1874 bildete sich in Louisiana die White League, eine dem Ku-Klux-Klan vergleichbare rassistische Organisation. Später im selben Jahr kam es in New Orleans zur Schlacht von Liberty Place, bei der sich 5000 Mitglieder der White League mit 3500 Polizisten und Angehörigen der Miliz von Louisiana schlugen, um die Absetzung des Gouverneurs durchzusetzen. Erst durch den Einsatz von Soldaten des Nordens konnte die Union die Macht in der Stadt wieder übernehmen.
Die im gesamten Süden führende Demokratische Partei erreichte ab den 1880er Jahren die De-facto-Verweigerung des Wahlrechtes der schwarzen Bevölkerung, die etwa die Hälfte der Gesamtbevölkerung stellte. Eine 1898 in Kraft getretene neue Verfassung führte Voraussetzungen für das Wahlrecht ein, wie eine Abgabe zur Registrierung als Wähler, Nachweis des Wohnortes und Tests zur Schreibkundigkeit, die direkt zum Ausschluss weiter Teile der Schwarzen führten. Während 1896 noch 130 334 Schwarze und etwa gleich viel Weiße als Wähler registriert waren gab es 1900 nur noch gut 5000 registrierte schwarze Wähler im gesamten Staat und 1910 noch 730. Über die sogenannten Großvaterrechte wurde erreicht, dass Weiße von diskriminierenden Bestimmungen wie dem Schreibkundigkeitstest ausgenommen waren. Die weißen Demokraten übten hier unangefochten eine Alleinherrschaft bis weit in das 20. Jahrhundert hinein aus.
1923 führte Louisiana allgemeine „weiße“ Primaries ein, womit Afroamerikaner von den unter den gegebenen Umständen des De-facto-Einparteienstaates einzig entscheidendem Wahlvorgang auf Staatsebene ausgeschlossen waren.
Diese anhaltende Diskriminierung und die wirtschaftliche Situation führte zwischen 1910 und 1930 zur ersten Great Migration („Großen Wanderungsbewegung“) der Afroamerikaner aus Louisiana und anderen Südstaaten nach Norden bzw. Kalifornien (Siehe Geschichte der Afroamerikaner).
Die Zeit der großen Depression der 1930er Jahre erlebte Louisiana unter der Führung des populistischen Gouverneurs Huey Pierce Long, der einen überaus autokratischen Regierungsstil pflegte und 1935 ermordet wurde. Er ging mit seinen Vorstellungen der Bewältigung der Wirtschaftskrise noch über Präsident Franklin Delano Roosevelts New Deal hinaus.
Er sorgte für die Abschaffung der mit dem Wahlrecht verknüpften Kopfsteuer, also einem der Elemente, durch die Schwarze von der Ausübung ihres Wahlrechtes abgehalten wurden, aber bis 1944 existierten weiterhin die „weißen“ Primaries, die schließlich vom Supreme Court der USA abgeschafft wurden.
Noch 1948 schaffte es gerade einmal 1 % der schwarzen Bevölkerung Louisianas, ihr Wahlrecht durchzusetzen.

### Kampf für die Bürgerrechte
Neue Wege wurden gefunden, der schwarzen Bevölkerung das Wahlrecht vorzuenthalten. Obwohl sich Bürgerrechtsbewegungen in New Orleans und den südlichen Parishes von Louisiana, wo es aus der französischen Kolonialzeit eine lange Tradition freier Bürger mit afroamerikanischen Wurzeln gab, stark für die Registrierung schwarzer Wähler einsetzten, stieg der Prozentsatz zwischen 1948 und 1952 nur auf 5 %. Bis 1964 stieg diese Zahl auf 32 %. Der Prozentsatz der als Wähler registrierten Schwarzen war allerdings überaus unterschiedlich: von 93,8 % in Evangeline Parish bis nur 1,7 % in Tensas Parish.
Die anhaltende Diskriminierung führte zu einer zweiten Großen Migration der Schwarzen aus Louisiana nach Norden und Westen mit dem Ergebnis, dass 1960 der Anteil der Afroamerikaner hier auf 32 % gefallen war.
Die schwarze Bürgerrechtsbewegung setzte mit dem Bürgerrechtsgesetz von 1964 und dem Wählergesetz von 1965 entscheidende Gesetze gegen die Diskriminierung durch und 1968 waren nahezu 59 % der berechtigten schwarzen Bevölkerung Louisiana als Wähler registriert. Heute liegt dieser Anteil bei etwa 70 % und damit höher als der entsprechende Anteil in irgendeinem anderen Staat des Südens. 1967 gehörte Louisiana zu den letzten US-Bundesstaaten, die durch den obersten Gerichtshof dazu gezwungen wurden, das Verbot der Mischehe zu ändern.

### Hurrikan Katrina

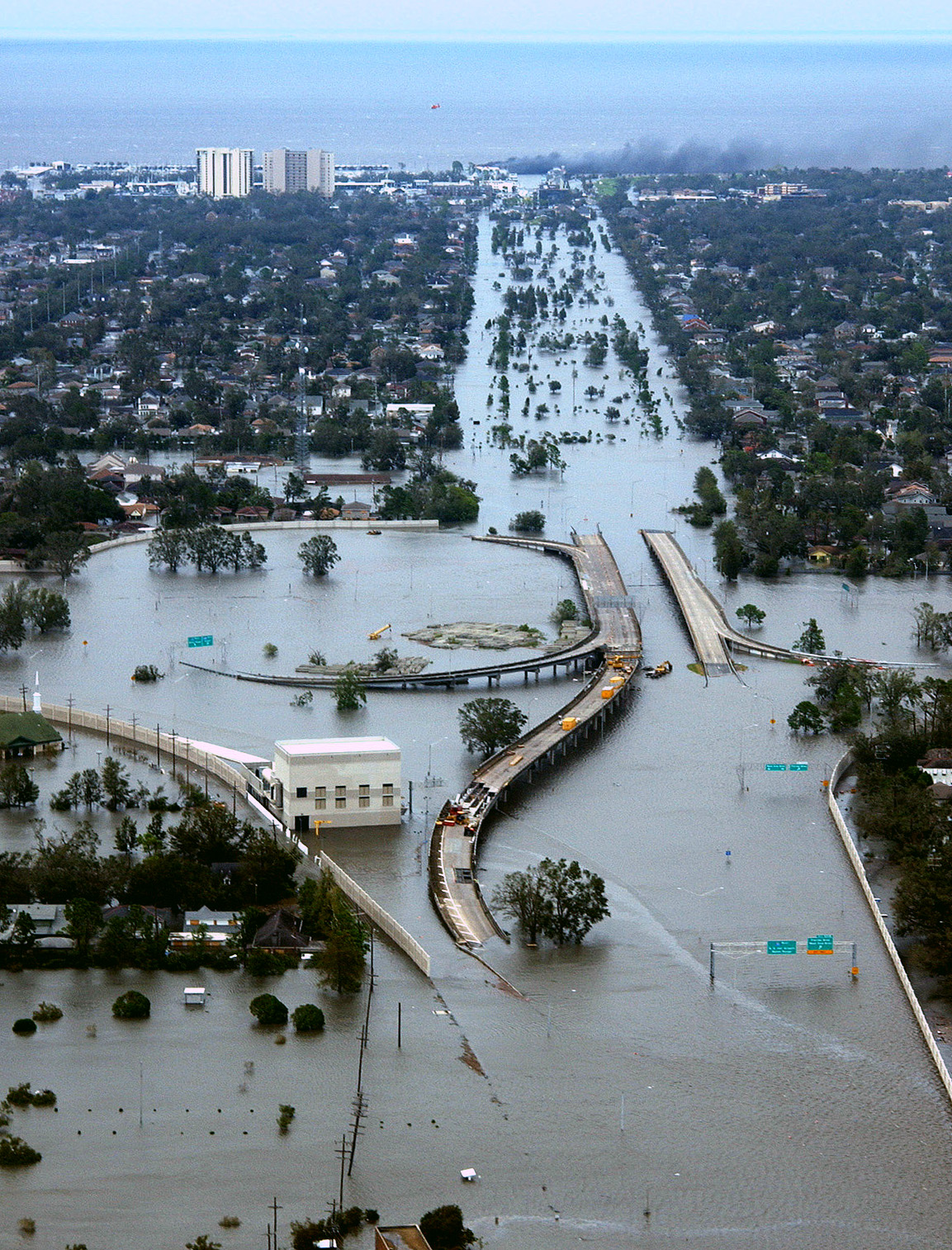
Das überflutete New Orleans 2005

Einen Einschnitt in der Geschichte Louisianas in diesem Jahrtausend stellte der Hurrikan Katrina dar, der 2005 die Deiche des Sees Pontchartrain brechen ließ und so zur Überflutung der Stadt New Orleans führte. Die Naturkatastrophe mit 1800 Toten entwickelte sich hier zum Skandal. Die Opfer waren überwiegend schwarz. Hilfeleistungen unterblieben teilweise, nachdem angeblich Hubschrauber von Überlebenden beschossen worden waren. Eine unbekannte Zahl der Toten war Opfer weißer Bürgerwehren und der rassistische Hintergrund von Medienberichten und unterlassener Hilfeleistungen von Seiten des Staates war offensichtlich. 2008 lebten immer noch 120.000 ehemalige Bewohner New Orleans, ganz überwiegend Schwarze, über die gesamten USA verstreut, teilweise in Notunterkünften.

### Deepwater Horizon-Ölkatastrophe
Im Golf von Mexiko ereignete sich 2010 die größte Ölkatastrophe in der Geschichte der USA. Die Explosion der Bohrinsel Deepwater Horizon führte zu einer massiven Verschmutzung der Küsten von Louisiana und anderen Golfstaaten.

### Hurrikan Isaac
Im August 2012 traf Hurrikan Isaac die Golfküste, einschließlich Louisiana. Es verursachte Überschwemmungen, Stromausfälle und Schäden an der Infrastruktur.